# Tomáš Berger
Tomáš Berger (* 22. srpna 1985 Praha) je český fotbalový záložník syn českého fotbalisty a československého reprezentanta Jana Bergra. Téměř celou kariéru odehrál za mužstvo Dukla Praha, kde mu po sezoně 2015/16 skončila smlouva a jako volný hráč přestoupil do klubu Bohemians Praha.
V dětství začínal s tenisem, ale později se začal věnovat fotbalu. Krátce hrál v mládežnických výběrech Sparty Praha. V roce 2007 odešel do týmu FK Dukla Praha, který v té době hrál pražský přebor. S týmem Dukly zvítězil v sezóně 2010/2011 v druhé fotbalové lize a postoupil do Gambrinus ligy. V lednu 2012 odešel na půlroční hostování s opcí do týmu FC Viktoria Plzeň..Po půl roce však klub na hráče opci neuplatnil a Berger se vrátil zpět do Dukly Praha.
Po sezoně 2015/16 se rozhodl neprodloužit s klubem Dukla Praha smlouvu a přestoupil jako volný hráč do klubu Bohemians Praha, kde se upsal na dva roky.